# Nenad Mirosavljević
Nenad Mirosavljević (Požega, 4 settembre 1977) è un ex calciatore serbo, di ruolo attaccante.

## Palmarès

### Club

#### Competizioni nazionali
- Coppa di Serbia e Montenegro: 1

Sartid: 2002-2003
- Segunda División: 1

Cadice: 2004-2005
- Supercoppa di Cipro: 2

APOEL: 2008, 2009
- Campionato cipriota: 2

APOEL: 2008-2009, 2010-2011
- Coppa di Serbia: 1

Čukarički: 2014-2015

#### Individuale
- Capocannoniere del Coppa Intertoto UEFA: 1

2004 (7 gol, a pari merito con Wandeir Oliveira dos Santos)